# Right To Be Wrong
«Right To Be Wrong» —en español: «Derecho a equivocarse» — es una canción de la cantante soul y compositora inglés Joss Stone de su segundo álbum de estudio, Mind Body & Soul (2004). Escrito por Stone, Desmond Child y Betty Wright, la pista fue lanzado en el Reino Unido el 29 de noviembre de 2004 como segundo sencillo del álbum. Alcanzó el puesto número veinte y nueve en la lista UK Singles Chart, donde se mantuvo durante seis semanas. La canción fue versionada en español por el cantante de rock mexicana Alejandra Guzmán en su álbum Lipstick de 2004, retitulado "Tengo Derecho a Estar Mal".
Stone realizó una versión de la canción popular cuando hizo una aparición como ella misma en la tercera temporada de la serie de Estados Unidos American Dreams, en el episodio "Starting Over", que se emitió el 30 de enero de 2005.
La canción fue incluida en la banda sonora internacional de la telenovela brasileña Como uma Onda.

## Lista de canciones
UK CD 1
1. «Right to Be Wrong» – 4:40
2. «Jet Lag» (Acoustic Live Performance from Sessions@AOL) – 4:25

UK CD 2
1. «Right to Be Wrong» – 4:40
2. «The Player» – 4:41
3. «Don't Know How» (Acoustic Live Performance from Sessions@AOL) – 4:01

UK 7" sencillo
A. «Right to Be Wrong» – 4:40
B. «Jet Lag» (Acoustic Live Performance from Sessions@AOL) – 4:25
UK and US promo single
1. «Right to Be Wrong» (Radio Edit) – 3:59

## Posicionamiento en listas
| Listas (2004)                        | Posición       |
| ------------------------------------ | -------------- |
| UK Singles Chart                     | 29             |
| Listas (2005)                        | Mejor posición |
| Belgian Tip Chart (Flanders)         | 2              |
| Belgian Tip Chart (Wallonia)         | 16             |
| Dutch Top 40                         | 14             |
| Italian Singles Chart                | 30             |
| Swiss Singles Chart                  | 46             |
| US Billboard Hot Adult Top 40 Tracks | 27             |